# Tant que farem atal

Tant que farem atal (Tant que nous ferons ainsi, en occitan) est un court métrage réalisé en 1984 par Roger Souza.

## Synopsis
Dans deux fermes isolées de l'Ariège, voisinent deux familles opposées par des inimitiés ancestrales. Sans ce vieil antagonisme, Noël Montels, quarante-cinq ans, vivant seul avec sa mère, et Juliette Castan, célibataire elle aussi, la quarantaine, fille unique du veuf Aimé Castan, formeraient "un beau couple"…

## Fiche technique
- Titre : Tant que farem atal
- Réalisation : Roger Souza
- Scénario : Roger Souza et Pierre Maguelon
- Photographie : Mario Barroso
- Société de production : A.C.S. Ateliers Cinématographiques Sirventès
- Durée : 28 minutes

## Distribution
- Marie Cecora
- Pierre Maguelon
- Gilbert Gilles
- Danièle Loo

## Autour du film
Le film a été tourné principalement à Tourtouse, dans le Couserans.
Il a notamment été récompensé par le prix « Antenne 2 » au Festival de Cannes 1986, le premier prix du Festival d'Alès et la mention spéciale du jury au Festival international des films du monde rural d'Aurillac.
Roger Souza tournera en 2016 dans le même village Les étoiles de papier avec Candice Dufour, Jérôme Esposito et Candide Sanchez.